# Apeirofobia
La apeirofobia (del griego άπειρος (ápeiros) 'infinito, ilimitado' y φόβος (phóbos) 'miedo') es el miedo excesivo del infinito y la incomodidad incontable, causando a veces los ataques de pánico de los pensamientos de la infinitud. Normalmente comienza en la adolescencia, pero, en algunos casos raros, puede comenzar antes. Puede ser causada por el temor existencial de la vida eterna después de la muerte. Este miedo a menudo está relacionado con la tanatofobia ('miedo a morir'), ya que muchos pacientes creerían que la eternidad sigue a la vida, especialmente al saber que la vida después de la muerte nunca terminaría.
Martin Wiener, profesor de neurociencia en la Universidad George Mason, planteó la hipótesis de que la apeirofobia es una manifestación del miedo a un futuro desconocido, de manera similar al miedo al envejecimiento.
Hay muy poca investigación sobre esta fobia. A pesar de no estar reconocida específicamente por la Asociación Estadounidense de Psiquiatría en el DSM-5, sí cumple con sus criterios para una fobia específica, que es un tipo de trastorno de ansiedad.No existen métodos de tratamiento conocidos que estén específicamente diseñados para tratar la apeirofobia,aunque algunos apeirofóbicos han obtenido beneficios con medicamentos contra la ansiedad o con terapia cognitivo-conductual.